# Горошине
Горо́шине (колись — містечко Горо́шин) — село в Україні, в Оболонській сільській громади Кременчуцького району Полтавської області, на лівому березі р. Сули. Населення становить 828 осіб. Колишній центр Горошинської сільської ради.

## Географія
Село Горошине знаходиться на лівому березі річки Сула, у місці впадання в неї річки Борис. Вище за течією річки Сула на відстані 2,5 км розташоване село Гаївка, нижче за течією на відстані 1 км розташоване село Мирони, на протилежному березі — село Старий Мохнач (Черкаська область). Річка Сула в цьому місці звивиста, утворює лимани, стариці та заболочені озера. На північний схід від Горошиного на відстані 1,5 км розташоване село Тукали.

## Історія
Назва «Горошин» згадується в «Повчанні» Володимира Мономаха поміж подій 1084 року (як гналися за половцями за Хорол, які Горошин узяли). Однак питання локалізації Горошина є дискусійним. У XII столітті Горошин був одним з руських укріплень посульської лінії на лівому березі Сули. Також існує думка археологів та істориків (Юрій Моргунов та інші), що давньоруський Горошин розташовувався вище від нинішнього села Горошиного і на відміну від останнього, розміщувався на високому правому березі р. Сули поблизу сучасного села Тарасівка Оржицького району.
На картах України французького інженера Боплана, зроблених у сер. XVII ст. Горошин позначено, як укріплене поселення на лівому березі Сули, де воно існує й сьогодні (поч. XXI ст.).
У 1640 році при Горошині були розбиті татари Конецпольським. У 1658 і 1666 роках Горошин був спалений і пограбований татарами і поляками.
До 1648 року місто входило до володінь Вишневецьких. Тут налічувалося по люстрації 107 господарів і 11 млинарських коліс. Потім Горошин став сотенним містечком Лубенського полку. Під час французько-російської війни був місцем формування 5-го козацького полку, в участі створення котрого брав участь Іван Котляревський.
На початку XX століття належав до Хорольського повіту Полтавської губернії. Було дворів 471, жителів 2345. 2 церкви, 2 школи, 5 лавок, щотижневі базари, 4 ярмарки на рік, значні водяні млини і винокурний завод.
Село постраждало внаслідок геноциду українського народу, проведеного урядом СРСР 1932—1933 та через голод 1946—1947.

### Репресовані радянською владою односельці
1. Баганець Іван Якович — 1895 року народження, Полтавська обл. с. Горошине Семенівського р-ну, національність: українець, із селян, Заарештований 6 листопада 1937 р., Засуджений Особливою трійкою при УНКВС Полтавської обл. 13 листопада 1937 р. за ст. 54-10 ч. 1 КК УРСР до розстрілу з конфіскацією особистого майна., Вирок виконано 22 грудня 1937 р.
2. Баганець Олексій Васильович — 1879 року народження, Полтавська обл. с. Горошине Семенівського р-ну, національність: українець, із селян, Заарештований 25 квітня 1938 р., Засуджений Особливою трійкою при УНКВС Полтавської обл. 29 квітня 1938 р. за ст. ст. 54-10 ч. 1, 54-11 КК УРСР до розстрілу з конфіскацією особистого майна., Вирок виконано 2 червня 1938 р.
3. Палій Панас Абрамович — 1894 року народження, Полтавська обл. с. Горошине Семенівського р-ну, національність: українець, із селян, останнє місце проживання — с. Тукали Семенівського р-ну, Заарештований 09.10.1937 р., Засуджений Особливою трійкою при УНКВС Полтавської обл. 05.12.1937 р. за ст. 54-10 ч. 1 КК УРСР до 8 років позбавлення волі.
4. Боганець (Баганець) Микола Василійович — 1904 року народження, Полтавська обл. с. Горошине Семенівського р-ну, національність: українець, із селян, останнє місце проживання — Горошине, Заарештований 6 листопада 1938 р., Засуджений Особливою трійкою при УНКВС Полтавської обл. 23 квітня 1938 р. за ст. ст. 54-10, 54-11 КК УРСР до розстрілу з конфіскацією особистого майна., Вирок виконано 1 червня 1938 р.
5. Горбенко Гаврило Федорович — 1891 року народження, Полтавська обл. с. Горошине Семенівського р-ну, національність: українець, із селян, останнє місце проживання — Горошине, Заарештований 2 вересня 1938 р., Засуджений Особливою трійкою при УНКВС Полтавської обл. 7 жовтня 1938 р. за ст. ст. 54-2, 54-10, 54-11 КК УРСР до розстрілу з конфіскацією майна. Відомості про виконання вироку відсутні.
6. Головко Григорій Ілліч — 1904 року народження, Полтавська обл. с. Горошине Семенівського р-ну, національність: українець, із селян, останнє місце проживання — Горошине, Заарештований 22 серпня 1937 р., Засуджений Особливою трійкою при УНКВС Харківської обл. 16 вересня 1937 р. за ст. 54-10 ч. 1 КК УРСР до 10 років позбавлення волі.
7. Головко Петро Іванович — 1888 року народження, Полтавська обл. с. Горошине Семенівського р-ну, національність: українець, із селян, останнє місце проживання — Полтавська обл. с. Крива Руда Семенівського р-ну, Заарештований 9 липня 1941 р., Засуджений Військовим трибуналом військ НКВС Харківської обл. 29 липня 1941 р. за ст. 54-10 ч. 2 КК УРСР до 10 років позбавлення волі з поразкою в правах на 3 роки та з конфіскацією майна.
8. Денисенко Григорій Якович — 1901 року народження, Полтавська обл. с. Горошине Семенівського р-ну, національність: українець, із селян, останнє місце проживання — Полтавська обл. с. Крива Руда Семенівського р-ну, Заарештований 9 лютого 1933 р., Засуджений Особливою нарадою при Колегії ДПУ УСРР 30 квітня 1933 р. за ст. 54-10 КК УСРР до 5 років позбавлення волі.
9. Максименко Ігор Григорійович — 1897 року народження, Полтавська обл. с. Горошине Семенівського р-ну, національність: українець, із селян, останнє місце проживання — Полтавська обл. с. Горошине Семенівського р-ну, Заарештований 8 квітня 1921 р., Засуджений Кременчуцькою ГубНК 13 липня 1921 р. за бандитизм до розстрілу. 26 травня 1921 р. з-під варти втік.
10. Дубовик Петро Іванович — 1899 року народження, Полтавська обл. с. Богданівка Семенівського р-ну, національність: українець, із селян, освіта: освіта вища, закінчив Харківський педагогічний інститут, останнє місце проживання — Полтавська обл. с. Горошине Семенівського р-ну, останнє місце роботи: Вчитель, Заарештований 26 квітня 1945 р., Засудж. Військовим трибуналом військ НКВС Полтавської обл. 28.07.1945 р. за ст. 54-1 «а», 54-11 КК УРСР до 10 р. позбавлення волі з поразкою в правах на 5 р. з конфіскацією майна. Вироком Військового трибуналу КВО 6.09.1955 р. термін покарання замінено на 5 р. позбавлення волі.

## Політика

### Парламентські вибори, 2019
На позачергових парламентських виборах 2019 року у селі функціонувала окрема виборча дільниця № 530825, розташована у приміщенні будинку культури.
Результати
- зареєстрований 461 виборець, явка 61,82%, найбільше голосів віддано за «Слугу народу» — 35,92%, за Всеукраїнське об'єднання «Батьківщина» — 24,65%, за Радикальну партію Олега Ляшка — 15,49%.[5] В одномандатному окрузі найбільше голосів отримав Олексій Баганець (Всеукраїнське об'єднання «Батьківщина») — 59,71%, за Фахраддіна Мухтарова (самовисування) — 12,59%, за Костянтина Іщейкіна (самовисування) — 9,35%[6].

## Економіка
- «Вілус», ТОВ.

## Населення

### Мова
Розподіл населення за рідною мовою за даними перепису 2001 року:
| Мова            | Кількість | Відсоток |
| --------------- | --------- | -------- |
| українська      | 809       | 97.71%   |
| російська       | 11        | 1.33%    |
| вірменська      | 6         | 0.72%    |
| інші/не вказали | 2         | 0.24%    |
| Усього          | 828       | 100%     |

## Об'єкти соціальної сфери
- Школа.
- Будинок культури.

## Пам'ятки природи
- Сулинський ландшафтний заказник.
- Дуб черешчатий (Дуб Котляревського).

## Відомі люди
Уродженцем села є Баганець Олексій Васильович — адвокат, заслужений юрист України, кандидат юридичних наук, у 2000—2002, 2005—2007, 2014—2015 рр. — заступник Генерального прокурора України.

## Галерея

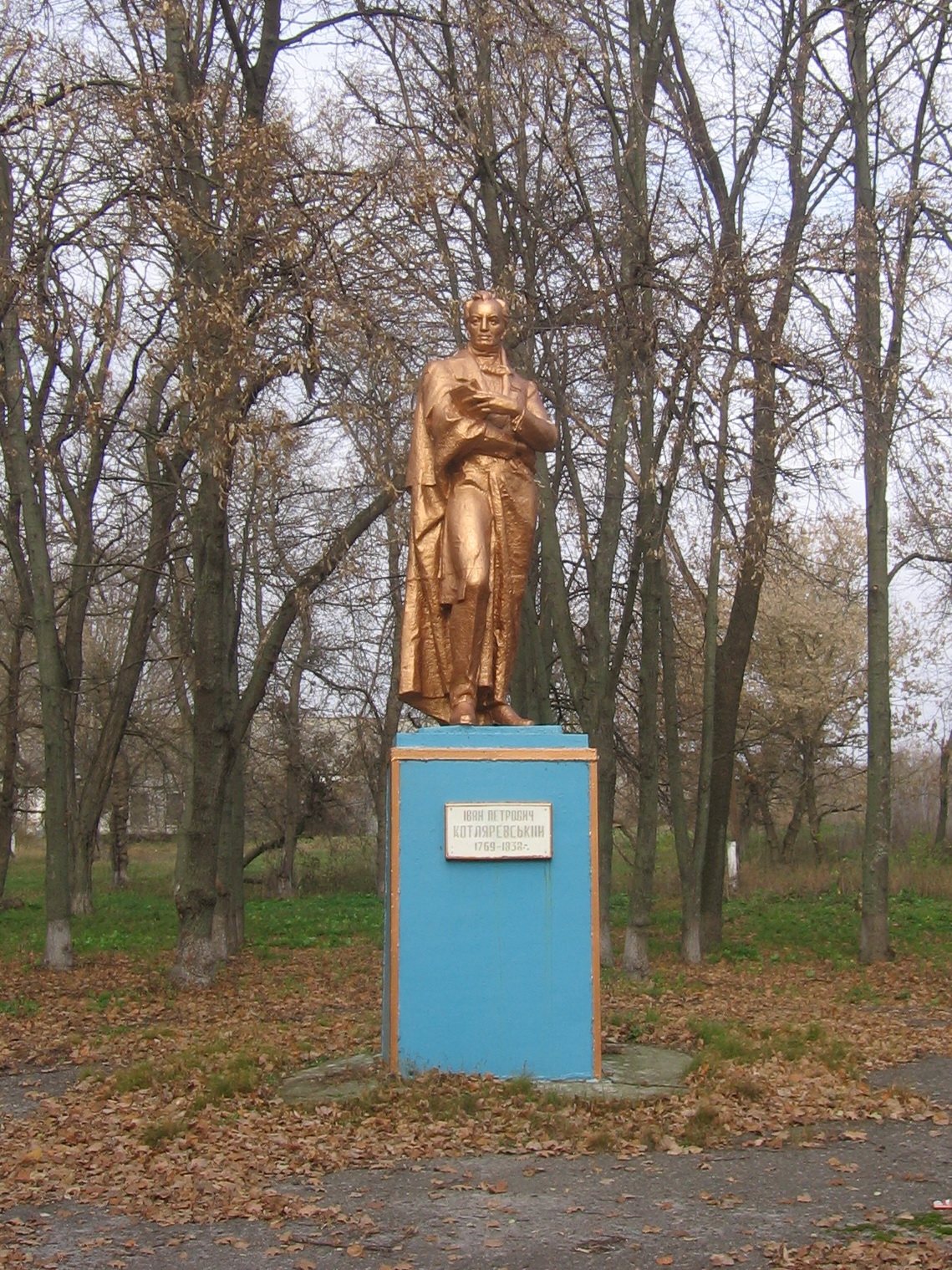
Пам'ятник І.П. Котляревському
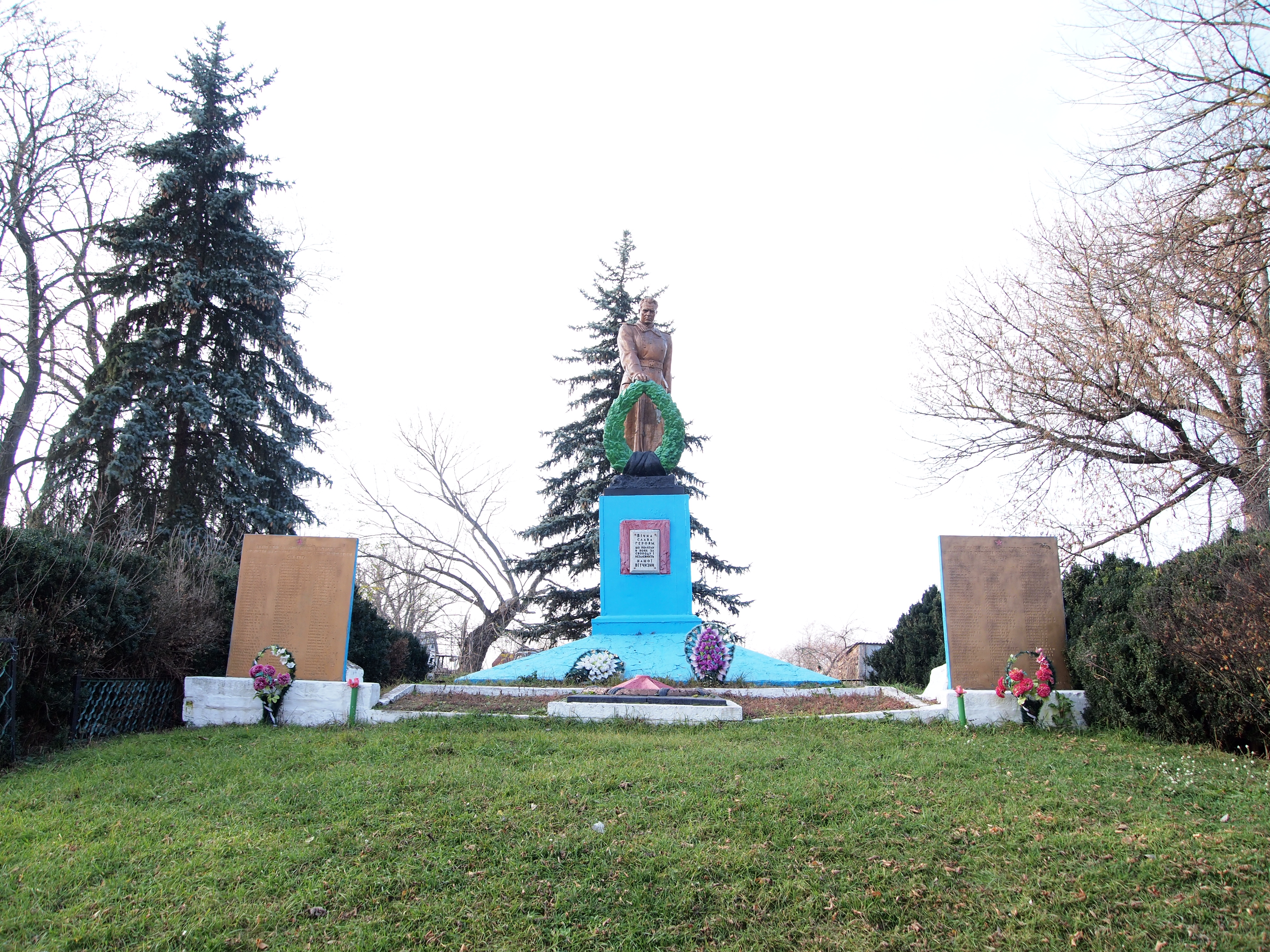
Могила загиблих вояк у II СВ
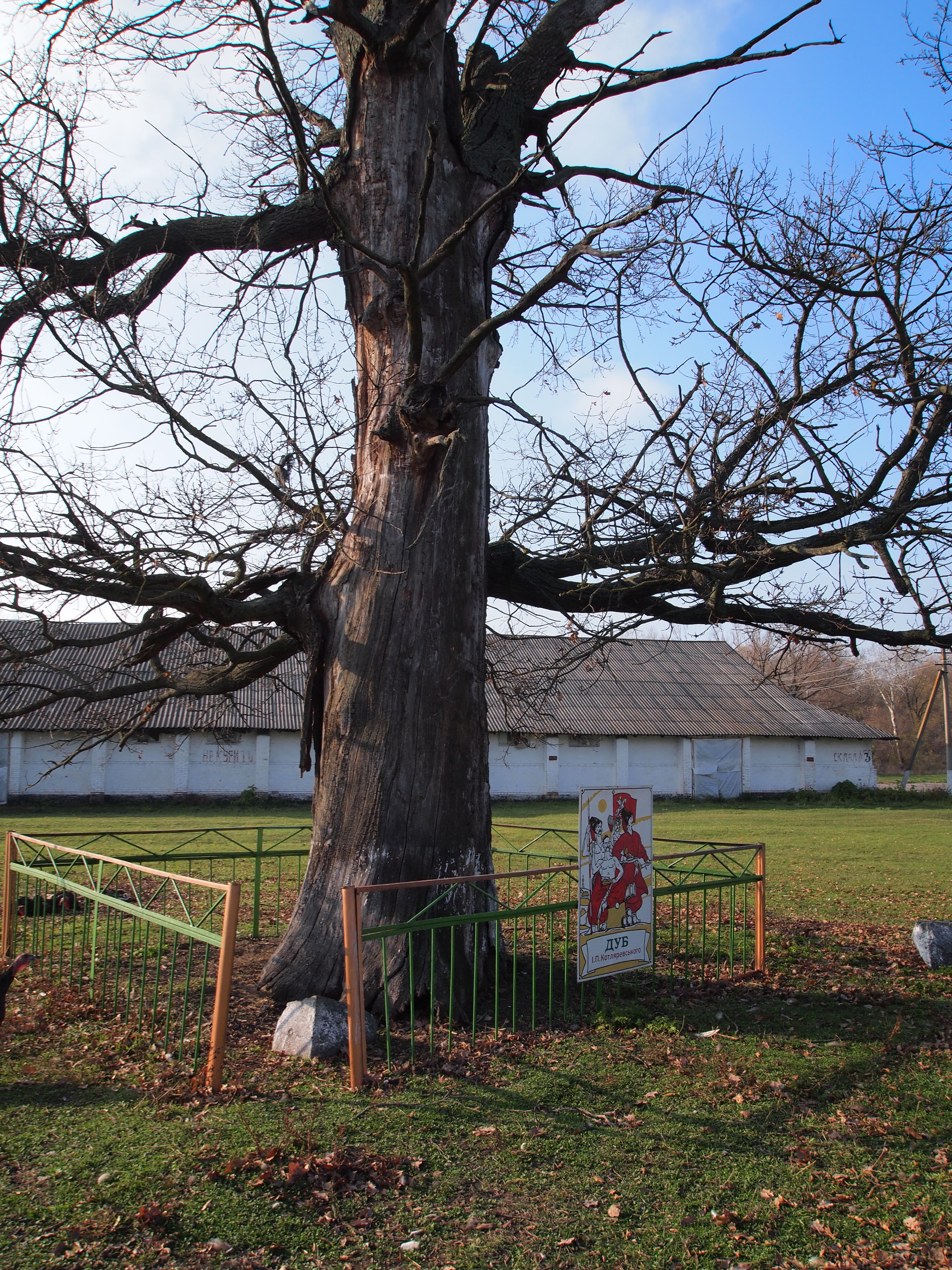
Дуб під яким Котляревський агітував до лав козацтва